# Robertus borealis
Robertus borealis là một loài nhện trong họ Theridiidae.
Loài này thuộc chi Robertus. Robertus borealis được miêu tả năm 1946 bởi Kaston.